# Liste des cours d'eau du Vermont
Cette liste des cours d’eau du Vermont aux États-Unis est regroupée par bassin versant. Elle est présentée en ordre de l’aval vers l’amont, avec les villes situées à la confluence de chaque affluent.

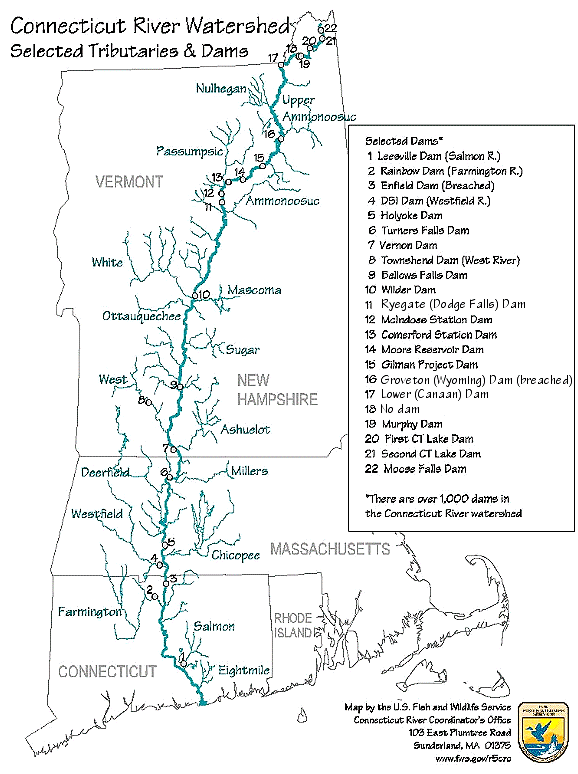

## Connecticut
La Connecticut coule vers le Sud. Ses tributaires sont:
- Deerfield, Greenfield (Massachusetts)
  - Rivière Green, Greenfield (Massachusetts)
  - Rivière Glastenbury, Somerset
- Rivière Fall, Greenfield (Massachusetts)
- Ruisseau Whetstone, Brattleboro (Vermont)
- Rivière West, Brattleboro
  - Rivière Rock, Newfane
  - Ruisseau Wardsboro, Jamaica
  - Rivière Winhal, Londonderry
  - Ruisseau Utley, Londonderry
- Rivière Saxtons, Westminster
- Rivière Williams, Rockingham
  - Rivière Williams Middle Branch, Chester
- Rivière Black, Springfield
- Ruisseau Mill, Windsor
- Rivière Ottauquechee, Hartland
  - Ruisseau Barnard, Woodstock
  - Ruisseau Broad, Bridgewater
  - Rivière Ottauquechee North Branch, Bridgewater
- Rivière White, White River Junction
  - North Branch White First Branch, South Royalton
  - North Branch White Second Branch, Royalton
  - Third Branch White River, Bethel
  - Tweed River, Stockbridge
  - Rivière White West Branch, Rochester
- Rivière Ompompanoosuc, Norwich
  - Rivière Ompompanoosuc West Branch, Thetford
- Ompompanoosuc Waits, Bradford
  - Ompompanoosuc Waits South Branch, Bradford
- Wells River, Wells River
- Rivière Stevens, Barnet
- Rivière Passumpsic, Barnet
  - Ruisseau Joes, Barnet
  - Rivière Sleepers, Saint-Johnsbury
  - Moose River, Saint-Johnsbury
  - Miller Run, Lyndonville
  - Rivière Sutton (rivière Passumpsic), West Burke

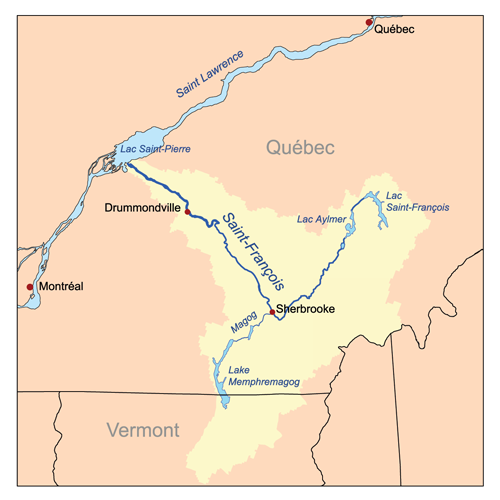
Saint-François River watershed

- Ruisseau Paul, Brunswick
- Rivière Nulhegan, Bloomfield
- Ruisseau Leach, Canaan
- Rivière Hall, Beecher Falls

## Rivière Saint-François

### Lac Memphrémagog
Le lac Memphrémagog coule vers le Nord par la Rivière Magog au Québec jusqu’à la Rivière Saint-François à Sherbrooke. Les tributaires du lac sont:
- Rivière Johns, Derby
- Rivière Magog
  - Lac Memphrémagog
    - Rivière aux Cerises (Memphrémagog)
    - Black River (lac Memphrémagog), (Vermont, États-Unis)
    - Rivière Barton, (Vermont, États-Unis)
      - Rivière Willoughby, (Vermont, États-Unis)
        - Branche Brownington, (Vermont, États-Unis)

    - Rivière Clyde (lac Memphrémagog), (Vermont, États-Unis)
      - Pherrins River, (Vermont, États-Unis)

### Rivière Massawippi
- Rivière Coaticook, Sherbrooke, Québec
- Rivière Tomifobia chevauchant la frontière entre le Canada et les États-Unis sur quelques kilomètres près du village de Stanstead (Québec) et s’écoule vers le Nord.

Bassin versant de la rivière Richelieu River

## Lac Champlain
Le Lac Champlain se déverse du côté Nord dans la Rivière Richelieu qui coule vers le Nord au Québec, jusqu’à la rive Sud du fleuve Saint-Laurent. Ce dernier coule vers le Nord-Est pour se déverser dans le golfe du Saint-Laurent
- Rivière Pyke, Venise-en-Québec, Québec
- Rivière de la Roche, Highgate
- Rivière Missisquoi, Swanton (désignée Rock River au Vermont)
  - Rivière Sutton (rivière Missisquoi) (États-Unis et Canada)
  - Rivière Brock (rivière Missisquoi) (Canada)
  - Rivière Missisquoi Nord (Canada)
    - Petite rivière Missisquoi Nord (Canada)

  - East Branch Missisquoi River, Lowell (États-Unis)
  - Burgess Branch (États-Unis)
  - Ruisseau Black, Sheldon
  -  Rivière Trout, Berkshire
    - South Branch Trout River, Montgomery

  - Tyler Branch, Sheldon
- Rivière Mill, Georgia
- Rivière Lamoille, Milton
  -  Rivière Browns, Fairfax
    -  Rivière Lee, Jericho

  -  Rivière Seymour, Cambridge
  - Rivière Brewster, Jeffersonville
  - Rivière Lamoille North Branch, Cambridge
  - Rivière Gihon, Johnson
  - Green River, Wolcott
- Winooski, Colchester/Burlington
  - Rivière Huntington, Richmond
  -  Rivière Little, Waterbury
  -  Rivière Mad, Middlesex
  -  Rivière Dog, Montpelier
  - Rivière Winooski North Branch, Montpelier
  - Stevens Branch, Montpelier
  - Kingsbury Branch, East Montpelier
    - Rivière Jail Branch, Barre
- Rivière La Platte, Shelburne
- Ruisseau Lewis, Ferrisburgh
- Ruisseau Little Otter, Ferrisburgh
- Otter Creek, Ferrisburgh
  - Rivière Lemon Fair, Weybridge
    - Rivière Little Lemon Fair, Orwell

  - Rivière New Haven, Weybridge
  - Rivière Middlebury, Middlebury
  - Rivière Leicester, Leicester
  - Rivière Neshobe, Brandon
  -  Rivière Clarendon, Rutland
  - Ruisseau East, Rutland
  -  Rivière Cold, Clarendon
  -  Rivière Mill, Clarendon
- Rivière Mettawee, West Haven (Vermont)/Whitehall, New York
  -  Rivière Indian, Granville
- Rivière Poultney, West Haven (Vermont)/Whitehall, New York

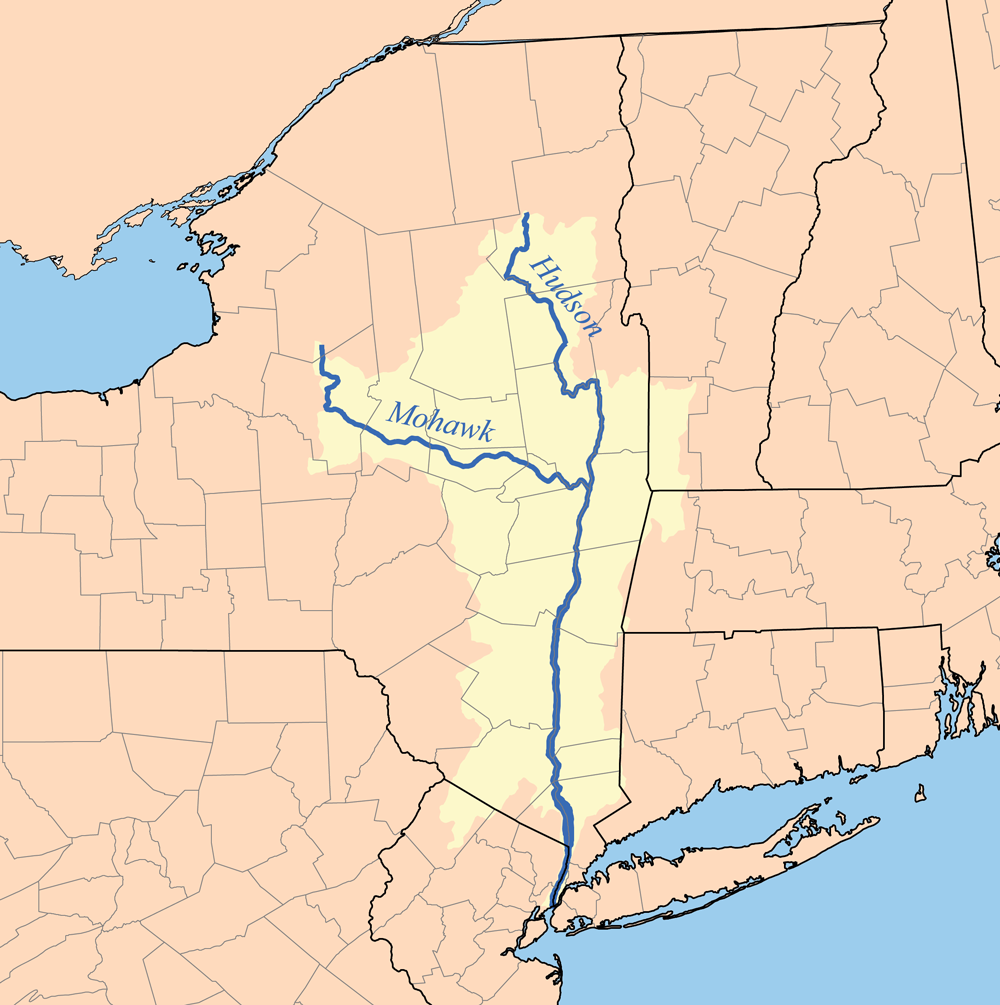
Bassin hydrographique de la rivière Hudson

  - Rivière Hubbardton, West Haven
  - Rivière Castleton, Fair Haven

## Fleuve Hudson
Le fleuve Hudson traverse l’État de New York et s’écoule dans la Baie de New York.
- Rivière Hoosic, Schaghticoke, New York
  - Rivière Walloomsac, Hoosick
    - Roaring Branch, Bennington
- Batten Kill, Greenwich, New York
  -  Rivière Green, West Arlington
  - Roaring Branch, Arlington